# 傅世英
傅世英（1919年11月—2018年5月9日），男，汉族，吉林德惠人，中华人民共和国医学家，曾任黑龙江省红十字会副主席，黑龙江省政协副主席，第七、八届全国政协委员。